# Sin Dirección
Sin Dirección es una banda de rock alternativo venezolana formada en Aragua, específicamente en la ciudad de Maracay a finales del año 2006. Publicaron su primer álbum Cuando el Cielo Pierda su Color en diciembre de 2010, tuvieron una importante difusión en medios latinoamericanos especializados y generales, giraron por México, Venezuela y Panamá.

## Historia

### Antecedentes
A mediados de 2009 Sin Dirección produjo junto a Levítico y CD Box Producciones (Sello independiente conocido por editar discos solistas de integrantes de Seguridad Nacional) un disco compilado de diferentes bandas venezolanas, su canción «Quiero» se volvería una de las más sonadas del álbum luego de ganar por voto popular en 2010 un concurso de La Mega en Caracas, siendo no solo la primera canción producida por la banda sino también la primera en lograr inmediatamente rotación radial nacional en La Mega y el Circuito Unión Radio. Desde 2009 con tan solo dos años de formados y sin haber editado un primer disco ya comenzaban a agendar shows con las bandas más importantes del rock venezolano del momento como Candy 66, The Asbestos y otras, logrando también una primera presentación en el Hard Rock Café Caracas, así como en el Nuevo Circo de Caracas. El Semanario Urbe (antecesor de la Revista Urbe Bikini) promocionaría sus eventos.
En febrero de 2010 destacaría una presentación ante más de 10 000 personas junto a Servando y Florentino. En abril se presentarían en el Venezuela Off-Road & Adventure Festival 2010 en la ciudad de Valencia y posteriormente, entre cientos de bandas postulantes a nivel nacional, serían seleccionados para representar Aragua en un circuito del Festival Nuevas Bandas 2010, a la par de otras agrupaciones venezolanas de su generación como Rawayana. Durante este año compartirían tarima también con artistas como Viniloversus, Gillman, Atkinson La Banda, entre otros.

### Cuando el Cielo Pierda su Color (2010)
El disco Cuando el Cielo Pierda su Color se lanzó el 4 de diciembre de 2010 y se promocionarían cuatro sencillos: «Adicción» en 2010, «Para ti» en 2011, «¡Ay!» en 2012 y «Cada mañana» en 2013. A partir del año 2012 a través de una alianza con la productora canadiense AGL Solutions Inc., las canciones «Para Ti» y «¡Ay!» serían seleccionadas para formar parte de la Lista de canciones de Rock Band Network del popular videojuego Rock Band 3 producido por Harmonix Music Systems y MTV Games para la videoconsola Xbox 360 de Microsoft, entre canciones de artistas como Evanescence, Steve Vai, Creed, Lucybell, Eiffel 65, Ill Niño, C. J. Ramone, Alien Ant Farm, Seether, All Time Low, Don Tetto, Josh Freese, entre otros. La banda se convirtió en el primer artista en colocar música tradicional venezolana en un videojuego, al lograr incluir su canción «¡Ay!» una fusión de rock alternativo con joropo en el popular videojuego, hecho que llamó la atención de los medios de comunicación venezolanos.
Se fabricaron en Cd Sistems Colombia dos tirajes de discos físicos de Cuando el Cielo Pierda su Color, el primer tiraje se agotó en Venezuela a menos de un mes del lanzamiento durante los shows de la banda, el segundo fue comercializado por las discotiendas Esperanto, así como por un grupo de discotiendas independientes y especializadas venezolanas, también hubo miles de descargas digitales de sus canciones desde su web oficial.
Durante la gira de este disco tocarían repetidas veces en ciudades como Ciudad de México, Ciudad del Carmen, Ciudad de Panamá, Caracas, Valencia, Barquisimeto, Maracay, Mérida, Puerto Ordaz, Puerto Ayacucho y muchas más, compartiendo tarima con artistas como Los Mentas, Tomates Fritos, entre otros. En 2011, acompañaron en Venezuela a la banda Los Pixel durante su gira Cuanto Cuesta y fueron teloneros del artista panameño Iván Barrios en un evento en el Hotel Sheraton de la Ciudad de Panamá. Formaron parte del grupo de artistas latinoamericanos y caribeños invitados a presentarse en Venezuela en el marco de los festejos en Caracas durante la Cumbre de instalación de la Celac en diciembre de 2011. Se presentarían frecuentemente en vivo en los locales nocturnos más importantes de la movida musical caraqueña del momento como el Hard Rock Café Caracas, el Moulin Rouge de Sabana Grande, El Teatro Bar, entre otros. En México en 2012 se presentaron en distintos lugares, entre ellos el emblemático Tianguis Cultural del Chopo y el local nocturno Rock and Road de Ciudad de México junto a artistas de la escena local. Nuevamente en Venezuela, formaron parte del Tour Regional - Union Rock Show 2013 y se presentaron en las Ferias de San José 2015 en el Parque de Ferias de San Jacinto de la ciudad de Maracay, entre otras presentaciones en diversos festivales de música.
La banda tuvo apariciones en medios de comunicación latinoamericanos de México, Venezuela, Panamá y El Salvador. Durante su gira en México en 2012 se presentaron en vivo en el programa El Garage Presenta, visitaron estaciones de radio como Interferencia 710 del Instituto Mexicano de la Radio, Radio Anáhuac, Radio Coca-Cola FM México y dieron diversas entrevistas a medios como El Universal, revista Guíametro, entre otros. En Venezuela tuvieron apariciones en televisoras nacionales como Venevisión, Televen, Globovisión y Meridiano TV, sus videoclips serían transmitidos frecuentemente por Canal I, TVes, entre otros. A partir de 2012 su sencillo «¡Ay!» rotaría indefinidamente en la radio venezolana, especialmente a través de La Mega y el Circuito Unión Radio, sus canciones rotarían también en otras estaciones radiales capitalinas y del país como Hot 94, Alba Ciudad 96.3 FM, Radio Nacional de Venezuela, entre otras. Diversos diarios venezolanos publicarían continuamente notas sobre la banda, entre ellos Últimas Noticias y Diario 2001, la revista Ronda del Bloque Dearmas los incluiría con regularidad en sus publicaciones. En Panamá visitaron medios como KW Continente y el diario El Venezolano, mientras que el videoclip de «Para ti» llegó a ser transmitido por el canal 10 TVE de El Salvador.

### Pornográfica (2016)
En febrero de 2015 en el programa Rock en Ñ de La Mega en la ciudad de Caracas Luis Guaidó confirmó un nuevo proceso de grabación en desarrollo y presentó un preview del nuevo material de la banda. Un año después, el 19 de febrero de 2016 lanzaron Pornográfica su segundo álbum. La producción ejecutiva estuvo a cargo de la Sociedad de Autores y Compositores de Venezuela, entre otras personas y fundaciones artísticas venezolanas. El arte del disco simbolizó la lucha por los derechos sexuales y la libertad sexual, contó a su vez con la participación de Yuranny Montilla como modelo alternativa. Este se convertiría en el disco mejor distribuido de la banda, logrando ser el primer álbum del grupo en ser comercializado a nivel mundial a través de iTunes, Spotify, Amazon, Google Play y otras, pese a ser el primero también etiquetado con Parental Advisory. En Venezuela sería el primer disco de la banda vendido por la cadena de tiendas discográficas Recordland. Su principal sencillo «Después» se lanzaría a través de las plataformas digitales.
Finalmente, luego de realizar una nueva gira nacional que culminó con un show especial el 1 de diciembre de 2016 en celebración de sus 10 años de carrera artística, a principios de 2017 la banda decide tomarse un descanso indefinido.

### Curiosidades
Durante su gira por México se publicarían notas de prensa sobre la banda en páginas web especializadas de la comunidad latina en los Estados Unidos.
El nombre de la banda fue extraído de la letra de la canción «Yo» escrita por Juan Subirá para el disco Testosterona de la banda de rock argentina Bersuit Vergarabat. 
Desde finales del año 2011 la banda pasó a formar parte de la casa de producción Sonofolk en Caracas junto a artistas como Lasso y Desorden Público. En 2016 firman con la disquera venezolana Arepa Music.
Sin Dirección se disputa junto a Levítico el primer lugar entre las bandas de rock alternativo aragüeñas con más copias vendidas en la historia de la música venezolana.
A mediados de 2011 ofrecen en Maracay un show especial tributo a Zapato 3 por petición de los directores Max Manzano y Pericles Sánchez durante el estreno de Detrás de la puerta, primer documental oficial sobre la historia de esta legendaria banda de rock venezolana.
El sonido del grupo fue influenciado por bandas como Oasis, Green day, Attaque 77 y Sentimiento Muerto.

## Miembros

### Última formación
- Luis Guaidó (Voz, guitarra)
- Saúl Rojas (Guitarra, coros)
- Luis Martínez (Bajo)
- Carlos Hidalgo (Batería)

### Anteriores miembros
- Carlos Di Giampaolo (Batería)
- Carlos Barrios (Bajo)
- Nelson Alvarado (Bajo)

## Discografía
- 2010: Cuando el Cielo Pierda su Color
- 2016: Pornográfica